# Roma Volley Club 2022-2023 (femminile)
Questa voce raccoglie le informazioni riguardanti la Roma Volley Club nelle competizioni ufficiali della stagione 2022-2023.

## Stagione
Nella stagione 2022-23 la Roma Volley Club non assume alcuna denominazione sponsorizzata.
Partecipa per la quarta volta al campionato di Serie A2; chiude il girone B della regular season al primo posto in classifica, qualificandosi per la pool promozione dove, grazie al primo posto in classifica, ottiene la promozione diretta in Serie A1.
Il primo posto in classifica al termine del girone di andata consente alla Roma Club di prendere parte alla Coppa Italia di Serie A2: conquista per la prima volta il trofeo grazie al successo in finale contro la Millenium Brescia.

## Organigramma societario
Area direttiva
- Presidente: Pietro Mele
- Direttore generale: Roberto Mignemi
- Direttore sportivo: Barbara Rossi
- Team manager: Emanuele Carpentieri
- Segreteria: Antonella Mignemi

Area tecnica
- Allenatore: Giuseppe Cuccarini
- Allenatore in seconda: Gabriele Tortorici
- Scout man: Simone Maurilli

Area comunicazione
- Responsabile comunicazione: Andrea Ceccarelli
- Responsabile eventi: Federica Mignemi
- Addetto stampa: Elisa Malomo
- Fotografo: Moris Paganotti
- Social media manager: Guendalina Ceccarelli
- Webmaster: Pierfrancesco Maffieri
- Grafica: Federico Ceccarelli
- Speaker: Valerio Papa

Area marketing
- Responsabile marketing: Andrea Ceccarelli

Area sanitaria
- Responsabile sanitario: Roberto Vannicelli
- Preparatore atletico: Luca Rossini
- Responsabile fisioterapia: Sandro Gennari
- Osteopata: Diego Russo

## Rosa
| N° | Nome                | Ruolo | Data di nascita  | Nazionalità sportiva |
| -- | ------------------- | ----- | ---------------- | -------------------- |
| 1  | Erblira Bici        | O     | 27 giugno 1995   | Albania              |
| 3  | Marta Bechis        | P     | 9 aprile 1989    | Italia               |
| 4  | Jessica Rivero      | S     | 15 marzo 1995    | Spagna               |
| 5  | Michela Ciarrocchi  | C     | 16 dicembre 1999 | Italia               |
| 7  | Martina Ferrara     | L     | 28 gennaio 1999  | Italia               |
| 8  | Michela Rucli       | C     | 1º maggio 1996   | Italia               |
| 9  | Sofia Valoppi       | L     | 25 luglio 2003   | Italia               |
| 10 | Alice De Luca Bossa | P     | 8 giugno 2000    | Italia               |
| 13 | Giulia Melli        | S     | 8 gennaio 1998   | Italia               |
| 14 | Marika Bianchini    | S     | 23 aprile 1993   | Italia               |
| 15 | Sofia Rebora        | C     | 23 febbraio 1993 | Italia               |
| 16 | Giulia Valerio      | S     | 9 novembre 2003  | Italia               |

## Mercato
| Acquisti | Acquisti            | Acquisti              | Acquisti   |
| R.       | Nome                | da                    | Modalità   |
| -------- | ------------------- | --------------------- | ---------- |
| P        | Marta Bechis        | Casalmaggiore         | definitivo |
| S        | Marika Bianchini    | Millenium Brescia     | definitivo |
| O        | Erblira Bici        | Futura Giovani        | definitivo |
| C        | Michela Ciarrocchi  | Millenium Brescia     | definitivo |
| P        | Alice De Luca Bossa | Fiamma Torrese        | definitivo |
| L        | Martina Ferrara     | Casalmaggiore         | definitivo |
| S        | Giulia Melli        | Wealth Planet Perugia | definitivo |
| S        | Jessica Rivero      | Trentino Rosa         | definitivo |
| C        | Michela Rucli       | Trentino Rosa         | definitivo |
| L        | Sofia Valoppi       | Clementina            | definitivo |

| Cessioni | Cessioni          | Cessioni              | Cessioni   |
| R.       | Nome              | a                     | Modalità   |
| -------- | ----------------- | --------------------- | ---------- |
| S        | Alessia Arciprete | Futura Giovani        | definitivo |
| P        | Giorgia Avenia    | Wealth Planet Perugia | definitivo |
| L        | Giulia Bucci      | Teatina               | definitivo |
| P        | Madison Bugg      | Radomka               | definitivo |
| C        | Agnese Cecconello | Cuneo Granda          | definitivo |
| O        | Clara Decortes    | Mondovì               | definitivo |
| O        | Hanna Klimec      | Kuzeyboru             | definitivo |
| S        | Alice Pamio       | Millenium Brescia     | definitivo |
| S        | Lena Stigrot      | UYBA                  | definitivo |
| C        | Veronika Trnková  | Pinerolo              | definitivo |
| L        | Maila Venturi     | -                     | -          |

## Risultati

### Serie A2

#### Girone di andata
| 1ª Giornata - 23 ottobre 2022 PalaIaquaniello, Sant'Elia Fiumerapido        | Assitec              | 0 - 3 | Roma Club           | 22-25, 24-26, 16-25        |
| 2ª Giornata - 30 ottobre 2022 Palazzetto dello Sport, Guidonia Montecelio   | Roma Club            | 3 - 1 | Adolfo Consolini    | 25-20, 25-14, 26-28, 25-19 |
| 3ª Giornata - 6 novembre 2022 PalaBellina, Marsala                          | Marsala              | 1 - 3 | Roma Club           | 26-24, 11-25, 19-25, 14-25 |
| 4ª Giornata - 9 novembre 2022 Palazzetto dello Sport, Guidonia Montecelio   | Roma Club            | 3 - 0 | Talmassons          | 25-16, 25-22, 25-20        |
| 5ª Giornata - 13 novembre 2022 PalaScoppa, Soverato                         | Soverato             | 0 - 3 | Roma Club           | 22-25, 15-25, 18-25        |
| 7ª Giornata - 23 novembre 2022 Palazzetto dello Sport, Guidonia Montecelio  | Roma Club            | 3 - 0 | Perugia             | 25-15, 25-18, 25-19        |
| 8ª Giornata - 27 novembre 2022 Palestra UniMe, Messina                      | Sant'Anna            | 0 - 3 | Roma Club           | 13-25, 13-25, 15-25        |
| 9ª Giornata - 4 dicembre 2022 Palazzetto dello Sport, Guidonia Montecelio   | Roma Club            | 3 - 0 | Montecchio Maggiore | 25-15, 25-20, 25-18        |
| 10ª Giornata - 11 dicembre 2022 Palazzetto dello Sport, Guidonia Montecelio | Roma Club            | 3 - 0 | Vicenza             | 25-19, 25-14, 25-13        |
| 11ª Giornata - 18 dicembre 2022 Palazzetto dello Sport, Martignacco         | Libertas Martignacco | 0 - 3 | Roma Club           | 14-25, 13-25, 22-25        |

#### Girone di ritorno
| 12ª Giornata - 26 dicembre 2022 Palazzetto dello Sport, Guidonia Montecelio     | Roma Club           | 3 - 0 | Assitec              | 25-19, 25-15, 25-20        |
| 13ª Giornata - 8 gennaio 2023 Palazzetto dello Sport, San Giovanni in Marignano | Adolfo Consolini    | 0 - 3 | Roma Club            | 14-25, 21-25, 15-25        |
| 14ª Giornata - 15 gennaio 2023 Palazzetto dello Sport, Guidonia Montecelio      | Roma Club           | 3 - 0 | Marsala              | 25-17, 25-10, 25-16        |
| 15ª Giornata - 22 febbraio 2023 Palazzetto dello Sport, Latisana                | Talmassons          | 0 - 3 | Roma Club            | 19-25, 27-29, 18-25        |
| 16ª Giornata - 22 gennaio 2023 Palazzetto dello Sport, Guidonia Montecelio      | Roma Club           | 3 - 1 | Soverato             | 25-19, 23-25, 25-17, 25-13 |
| 18ª Giornata - 8 febbraio 2023 PalaPellini, Perugia                             | Perugia             | 0 - 3 | Roma Club            | 12-25, 14-25, 17-25        |
| 19ª Giornata - 12 febbraio 2023 Palazzetto dello Sport, Guidonia Montecelio     | Roma Club           | 3 - 0 | Sant'Anna            | 25-11, 25-9, 25-17         |
| 20ª Giornata - 19 febbraio 2023 PalaFerroli, San Bonifacio                      | Montecchio Maggiore | 0 - 3 | Roma Club            | 13-25, 13-25, 18-25        |
| 21ª Giornata - 26 febbraio 2023 Palasport Città di Vicenza, Vicenza             | Vicenza             | 0 - 3 | Roma Club            | 11-25, 18-25, 21-25        |
| 22ª Giornata - 5 marzo 2023 Palazzetto dello Sport, Guidonia Montecelio         | Roma Club           | 3 - 0 | Libertas Martignacco | 25-20, 25-23, 25-17        |

#### Pool promozione
| 1ª Giornata - 12 marzo 2023 Geopalace, Olbia                             | Hermaea        | 1 - 3 | Roma Club         | 17-25, 25-22, 16-25, 18-25        |
| 2ª Giornata - 19 marzo 2023 Palazzetto dello Sport, Guidonia Montecelio  | Roma Club      | 2 - 3 | Millenium Brescia | 25-15, 23-25, 25-10, 23-25, 13-15 |
| 3ª Giornata - 25 marzo 2023 Palazzetto dello Sport, Guidonia Montecelio  | Roma Club      | 3 - 0 | Idea Sassuolo     | 25-13, 25-21, 25-11               |
| 4ª Giornata - 2 aprile 2023 PalaManera, Mondovì                          | Mondovì        | 1 - 3 | Roma Club         | 25-21, 17-25, 18-25, 23-25        |
| 5ª Giornata - 8 aprile 2023 PalaBorsani, Castellanza                     | Futura Giovani | 2 - 3 | Roma Club         | 22-25, 25-16, 19-25, 25-23, 9-15  |
| 6ª Giornata - 16 aprile 2023 Palazzetto dello Sport, Guidonia Montecelio | Roma Club      | 3 - 2 | Trentino          | 25-19, 21-25, 25-16, 23-25, 15-8  |

### Coppa Italia di Serie A2
| Quarti di finale - 18 gennaio 2023 Palazzetto dello Sport, Guidonia Montecelio | Roma Club         | 3 - 0 | Libertas Martignacco | 25-16, 25-23, 25-19        |
| Semifinali - 25 gennaio 2023 Palazzetto dello Sport, Guidonia Montecelio       | Roma Club         | 3 - 1 | Trentino             | 25-23, 23-25, 25-23, 25-19 |
| Finale - 29 gennaio 2023 Unipol Arena, Casalecchio di Reno                     | Millenium Brescia | 0 - 3 | Roma Club            | 19-25, 20-25, 30-32        |

## Statistiche

### Statistiche di squadra
| Competizione             | Punti | In casa | In casa | In casa | In trasferta | In trasferta | In trasferta | Totale | Totale | Totale |
| Competizione             | Punti | G       | V       | P       | G            | V            | P            | G      | V      | P      |
| ------------------------ | ----- | ------- | ------- | ------- | ------------ | ------------ | ------------ | ------ | ------ | ------ |
| Serie A2                 | 80    | 13      | 12      | 1       | 13           | 13           | 0            | 26     | 25     | 1      |
| Coppa Italia di Serie A2 |       | 2       | 2       | 0       | 0            | 0            | 0            | 3      | 3      | 0      |
| Totale                   | -     | 15      | 14      | 1       | 13           | 13           | 0            | 29     | 28     | 1      |

G = partite giocate; V = partite vinte; P = partite perse 

### Statistiche dei giocatori
| Giocatore        | Serie A2 | Serie A2 | Serie A2 | Serie A2 | Serie A2 | Coppa Italia di Serie A2 | Coppa Italia di Serie A2 | Coppa Italia di Serie A2 | Coppa Italia di Serie A2 | Coppa Italia di Serie A2 | Totale | Totale | Totale | Totale | Totale |
| Giocatore        | P        | PT       | AV       | MV       | BV       | P                        | PT                       | AV                       | MV                       | BV                       | P      | PT     | AV     | MV     | BV     |
| ---------------- | -------- | -------- | -------- | -------- | -------- | ------------------------ | ------------------------ | ------------------------ | ------------------------ | ------------------------ | ------ | ------ | ------ | ------ | ------ |
| M. Bechis        | 26       | 53       | 22       | 18       | 13       | 3                        | 4                        | 1                        | 2                        | 1                        | 29     | 57     | 23     | 20     | 14     |
| M. Bianchini     | 19       | 141      | 114      | 9        | 18       | 3                        | 9                        | 4                        | 1                        | 4                        | 22     | 150    | 118    | 10     | 22     |
| E. Bici          | 25       | 385      | 328      | 30       | 27       | 3                        | 50                       | 45                       | 4                        | 1                        | 28     | 435    | 373    | 34     | 28     |
| M. Ciarrocchi    | 22       | 129      | 91       | 28       | 10       | 3                        | 29                       | 18                       | 5                        | 6                        | 25     | 158    | 109    | 33     | 16     |
| A. De Luca Bossa | 9        | 2        | 0        | 0        | 2        | 1                        | 0                        | 0                        | 0                        | 0                        | 10     | 2      | 0      | 0      | 2      |
| M. Ferrara       | 24       | 0        | 0        | 0        | 0        | 3                        | 0                        | 0                        | 0                        | 0                        | 27     | 0      | 0      | 0      | 0      |
| G. Melli         | 24       | 285      | 245      | 37       | 3        | 3                        | 33                       | 29                       | 4                        | 0                        | 27     | 318    | 274    | 41     | 3      |
| S. Rebora        | 21       | 149      | 99       | 43       | 7        | 3                        | 17                       | 9                        | 7                        | 1                        | 24     | 166    | 108    | 50     | 8      |
| J. Rivero        | 24       | 293      | 233      | 18       | 42       | 3                        | 34                       | 30                       | 1                        | 3                        | 27     | 327    | 263    | 19     | 45     |
| M. Rucli         | 18       | 135      | 76       | 48       | 11       | 2                        | 3                        | 2                        | 1                        | 0                        | 20     | 138    | 78     | 49     | 11     |
| G. Valerio       | 10       | 4        | 4        | 0        | 0        | 1                        | 0                        | 0                        | 0                        | 0                        | 11     | 4      | 4      | 0      | 0      |
| S. Valoppi       | 15       | 3        | 1        | 0        | 2        | 1                        | 0                        | 0                        | 0                        | 0                        | 16     | 3      | 1      | 0      | 2      |

P = presenze; PT = punti totali; AV = attacchi vincenti; MV = muri vincenti; BV = battute vincenti